# Gruppo di Improvvisazione Nuova Consonanza

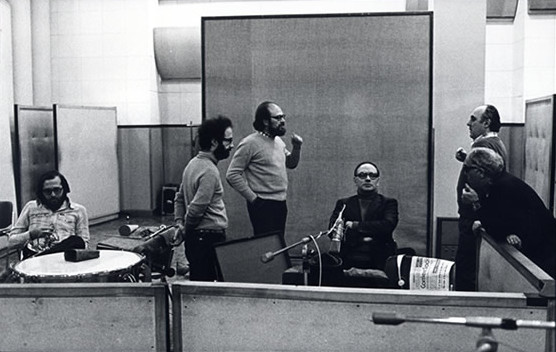
Die Gruppo di Improvvisazione Nuova Consonanza (im Studio)

Die Gruppo di Improvvisazione Nuova Consonanza war das erste, längere Zeit bestehende Improvisationsensemble im Bereich der Neuen Musik.

## Werdegang
Das Ensemble wurde 1964 von in Italien lebenden zeitgenössischen Komponisten auf Anregung von Franco Evangelisti gegründet und bestand bis 1975. Den Namen übernahmen sie von der gleichnamigen Konzertgesellschaft, die seit 1961 bestand, da die Gruppe im Rahmen von deren drittem Festival 1965 in Rom ihr Debütkonzert gab.
Die Mitglieder dieser Gruppe waren Mario Bertoncini (Schlagzeug und Piano), Ennio Morricone (Trompete), Walter Branchi (Kontrabass), Franco Evangelisti (Piano), John Heineman (Posaune und Cello), Roland Kayn (Vibraphon, Marimbaphon, Hammondorgel) und Egisto Macchi (Schlagzeug und Celesta). Die Musiker waren allesamt Komponisten, die durch ihr Zusammenspiel ihren musikalischen Horizont erweitern wollten und bewusst die Doppelfunktion als Komponist und Interpreten wahrnahmen. Die Ensemblemitglieder hingen der Utopie einer spontanen Komposition während eines experimentellen Musizierens nach. Ohne Hierarchien und formale Grenzen entstanden einige der wildesten und lyrischsten Aufnahmen der Nachkriegsavantgarde.
Anders als AMM oder auch New Phonic Art verstand sich die römische Improvisationsgruppe nicht als Gegenströmung zu den ästhetischen Diskussionen der Zeit. Ihren Mitgliedern ging es um die konsequente Weiterentwicklung des musikalischen Denkens und um die Formulierung neuer Klangwelten und Kommunikationsformen. Das Ziel war es nicht, freie Formen der Improvisation zu entwickeln, sondern abgesprochene Konzeptionen miteinander zur Durchführung zu bringen. Die Substanz der erimprovisierten Werke hängt hochgradig von den verwendeten Klängen und ihren Produktionsbedingungen ab. Den Improvisationen gingen in der Regel Proben voraus, die gleichsam als Training für die Aufführung verstanden wurden und in denen sich mit dem jeweiligen Konzept des Werks vertraut gemacht wurde.
Insbesondere Franco Evangelisti hat die Grundlinien dieser Klangaktionen auch theoretisch fixiert; er sah das Ensemble als Ausweg aus dem etablierten Musikbetrieb mit Auftragswerken, abgenutzten Kommunikationsformen und Arbeitsteilungen. Zentrale Vorschrift war das Prinzip der Ökonomie der kompositorisch-improvisierenden Arbeit. Fundament ist jedoch das Zuhören und Hören-Lernen. Das Wesen der Improvisation liegt nach Evangelisti nämlich in der „Fähigkeit des Anhörens der eigenen Fehler und der Fehler der anderen und in der unmittelbaren Reaktion, sich entsprechend zu korrigieren, also in der Verteilung der individuellen Energie im Dienste der gemeinsamen Idee.“ Im Repertoire von Nuova Consonanza überwiegen Stücke mit einer damals unkonventionellen Behandlung der verwendeten Instrumente (z. B. Hauchen und Sprechen in Blasinstrumente, Flügel als Resonanzkörper für andere Instrumente usw.).

## Diskographie
- Gruppo di Improvvisazione "Nuova Consonanza", RCA Italiana, MLDS 20243 (1966)
- Doo Avantgarde 137007, (1969)
- General Music D ZSLGE 55491, (1973)
- Cinevox Record Sc 33/44 Sc 14, (1975)
- Musica Su Schemi, Cramps Records, Nova Musicha n. 9, CRSLP 6109 (1976)
- The feed-back, RCA Italiana PSL 10466 (1977)
- Gruppo di Improvvisazione Nuova Consonanza RZ 1009 (2001)

## Quelle
- Gianmario Borio, (Begleittext zu) Gruppo di Improvvisazione Nuova Consonanza, CD RZ 1009 (2001)